# Sladojevački Lug
Sladojevački Lug – wieś w Chorwacji, w żupanii virowiticko-podrawskiej, w mieście Slatina. W 2011 roku liczyła 90 mieszkańców.